# Мантуровский район (Костромская область)
Ма́нтуровский райо́н — административно-территориальная единица (район) и одноимённое бывшее муниципальное образование (муниципальный район) на востоке Костромской области России.
Административный центр — город Мантурово (является городом областного значения, вместе с которым в рамках муниципального устройства с 2018 года район образует городской округ город Мантурово).

## География
Площадь района — 2667 км². Основные реки — Унжа, Кондоба, Кусь, Межа.

## История
8 октября 1928 года Президиум ВЦИК принял постановление «О районировании Костромской губернии». Этим постановлением вводилось деление на районы и сельсоветы. В губернии было организовано 19 районов в том числе и Мантуровский район.
В соответствии с Законом Костромской области от 30 декабря 2004 года № 237-ЗКО район наделён статусом муниципального района, установлены границы муниципального образования. На территории района образованы 9 муниципальных образований (сельских поселений).
В соответствии с Законом Костромской области от 22 октября 2009 года № 525-4-ЗКО Гусевское и Подвигалихинское сельские поселения были объединены в Подвигалихинское сельское поселение.
13 июля 2012 года в соответствии с Законом Костромской области от 13 апреля 2012 года № 212-5-ЗКО объединены:
- Гаврилковское и Подвигалихинское сельские поселения — в Подвигалихинское сельское поселение;
- Знаменское и Медведицкое сельские поселения — в Знаменское сельское поселение;
- Леонтьевское и Угорское сельские поселения — в Леонтьевское сельское поселение;
- Октябрьское и Роговское сельские поселения — в Октябрьское сельское поселение.

К 1 января 2019 года муниципальный район был упразднён, а все входившие в его состав сельские поселения с городским округом города Мантурово были объединены в новое единое муниципальное образование городской округ город Мантурово.
В соответствии с Законом Костромской области от 9 февраля 2007 года N 112-4-ЗКО Мантуровский район как административно-территориальная единица области и все входящие в его состав поселения сохраняют свой статус.

## Население
| 1939   | 1959    | 1970    | 1979    | 1989  | 2002  | 2008  | 2009  | 2010  | 2011  | 2012  | 2013  |
| ------ | ------- | ------- | ------- | ----- | ----- | ----- | ----- | ----- | ----- | ----- | ----- |
| 41 522 | ↗41 707 | ↘16 703 | ↘11 963 | ↘9065 | ↘6796 | ↘5380 | ↗5717 | ↘4978 | ↘4948 | ↘4738 | ↘4586 |
| 2014   | 2015    | 2016    | 2017    | 2018  |       |       |       |       |       |       |       |
| ↘4425  | ↘4303   | ↘4191   | ↘4017   | ↘3852 |       |       |       |       |       |       |       |

## Административное деление
Мантуровский район как административно-территориальная единица включает 5 поселений.
В Мантуровский район как муниципальный район с 13 июля 2012 до 1 января 2019 года входило 5 муниципальных образований со статусом сельских поселений:
| № | Поселение                           | Административный центр | Количество населённых пунктов | Население | Площадь, км2 |
| - | ----------------------------------- | ---------------------- | ----------------------------- | --------- | ------------ |
| 1 | Знаменское сельское поселение       | деревня Знаменка       | 21                            | ↘924      | 485,97       |
| 2 | Леонтьевское сельское поселение     | деревня Леонтьево      | 28                            | ↘843      | 574,777      |
| 3 | Октябрьское сельское поселение      | посёлок Октябрьский    | 13                            | ↘989      | 589,43       |
| 4 | Подвигалихинское сельское поселение | деревня Подвигалиха    | 22                            | ↘559      | 571,643      |
| 5 | Самыловское сельское поселение      | деревня Самылово       | 16                            | ↘537      | 445,48       |

### Населённые пункты
В Мантуровском районе 85 населённых пунктов.
| №  | Населённый пункт | Тип                     | Население | Поселение                           |
| -- | ---------------- | ----------------------- | --------- | ----------------------------------- |
| 1  | Абабково         | деревня                 | ↘2        | Октябрьское сельское поселение      |
| 2  | Авксентьево      | деревня                 | ↗68       | Леонтьевское сельское поселение     |
| 3  | Аносово          | деревня                 | ↗18       | Леонтьевское сельское поселение     |
| 4  | Антропьево       | деревня                 | ↘2        | Леонтьевское сельское поселение     |
| 5  | Афанасьево       | деревня                 | ↘10       | Леонтьевское сельское поселение     |
| 6  | Бажино           | деревня                 | →0        | Леонтьевское сельское поселение     |
| 7  | Бёрдово          | деревня                 | ↗20       | Самыловское сельское поселение      |
| 8  | Береговая        | деревня                 | ↘5        | Леонтьевское сельское поселение     |
| 9  | Березники        | деревня                 | ↘48       | Знаменское сельское поселение       |
| 10 | Большое Лисицино | деревня                 | ↗85       | Подвигалихинское сельское поселение |
| 11 | Быковка          | посёлок                 | ↗51       | Самыловское сельское поселение      |
| 12 | Васильевское     | деревня                 | ↗39       | Подвигалихинское сельское поселение |
| 13 | Великое Село     | деревня                 | →0        | Самыловское сельское поселение      |
| 14 | Воробьиха        | деревня                 | →9        | Знаменское сельское поселение       |
| 15 | Вочерово-54      | железнодорожный разъезд | ↘1        | Знаменское сельское поселение       |
| 16 | Вочурово         | деревня                 | ↘339      | Знаменское сельское поселение       |
| 17 | Выползово        | деревня                 | ↗11       | Леонтьевское сельское поселение     |
| 18 | Гаврилково       | деревня                 | ↗8        | Подвигалихинское сельское поселение |
| 19 | Городищево       | деревня                 | →0        | Леонтьевское сельское поселение     |
| 20 | Гусево           | деревня                 | ↗135      | Подвигалихинское сельское поселение |
| 21 | Давыдово         | деревня                 | ↗30       | Леонтьевское сельское поселение     |
| 22 | Дмитриево        | деревня                 | ↘3        | Леонтьевское сельское поселение     |
| 23 | Дубшино          | деревня                 | ↗65       | Подвигалихинское сельское поселение |
| 24 | Евдокимово       | деревня                 | ↗30       | Подвигалихинское сельское поселение |
| 25 | Елизарово        | деревня                 | ↗138      | Подвигалихинское сельское поселение |
| 26 | Ефимово          | деревня                 | ↗193      | Самыловское сельское поселение      |
| 27 | Жилино           | деревня                 | →0        | Самыловское сельское поселение      |
| 28 | Завражьево       | деревня                 | →4        | Леонтьевское сельское поселение     |
| 29 | Загатино         | деревня                 | ↘15       | Знаменское сельское поселение       |
| 30 | Зашильское       | деревня                 | ↘3        | Леонтьевское сельское поселение     |
| 31 | Знаменка         | деревня                 | ↘148      | Знаменское сельское поселение       |
| 32 | Зорино           | деревня                 | ↗61       | Самыловское сельское поселение      |
| 33 | Ивановское       | деревня                 | ↘4        | Октябрьское сельское поселение      |
| 34 | Ивкино           | деревня                 | ↗159      | Самыловское сельское поселение      |
| 35 | Карьково         | посёлок                 | ↗323      | Леонтьевское сельское поселение     |
| 36 | Кириллово        | деревня                 | ↗9        | Самыловское сельское поселение      |
| 37 | Княжево          | деревня                 | ↗61       | Подвигалихинское сельское поселение |
| 38 | Коровино         | деревня                 | →12       | Подвигалихинское сельское поселение |
| 39 | Коровица         | деревня                 | →0        | Подвигалихинское сельское поселение |
| 40 | Костриха         | железнодорожный разъезд | →0        | Октябрьское сельское поселение      |
| 41 | Красково         | деревня                 | ↗1        | Октябрьское сельское поселение      |
| 42 | Кривоногово      | деревня                 | ↘9        | Самыловское сельское поселение      |
| 43 | Кривцово         | деревня                 | ↗10       | Подвигалихинское сельское поселение |
| 44 | Ледина           | деревня                 | ↘8        | Леонтьевское сельское поселение     |
| 45 | Леонтьево        | деревня                 | ↗141      | Леонтьевское сельское поселение     |
| 46 | Лесобаза         | посёлок                 | ↗410      | Знаменское сельское поселение       |
| 47 | Макарово         | деревня                 | →0        | Самыловское сельское поселение      |
| 48 | Малая Поповица   | деревня                 | →0        | Леонтьевское сельское поселение     |
| 49 | Медведево        | деревня                 | ↗8        | Леонтьевское сельское поселение     |
| 50 | Медведица        | деревня                 | ↗100      | Знаменское сельское поселение       |
| 51 | Митяево          | деревня                 | ↘2        | Подвигалихинское сельское поселение |
| 52 | Мослово          | деревня                 | ↗44       | Леонтьевское сельское поселение     |
| 53 | Неустроиха       | деревня                 | ↗2        | Знаменское сельское поселение       |
| 54 | Никитино         | деревня                 | ↗1        | Леонтьевское сельское поселение     |
| 55 | Никулино         | деревня                 | ↘5        | Октябрьское сельское поселение      |
| 56 | Новая Шолешка    | деревня                 | →0        | Знаменское сельское поселение       |
| 57 | Октябрьский      | посёлок                 | ↗1102     | Октябрьское сельское поселение      |
| 58 | Осиево           | деревня                 | ↘11       | Подвигалихинское сельское поселение |
| 59 | Папулиха         | деревня                 | ↗4        | Знаменское сельское поселение       |
| 60 | Паршино          | деревня                 | ↘2        | Самыловское сельское поселение      |
| 61 | Погорелка        | деревня                 | ↗4        | Самыловское сельское поселение      |
| 62 | Подвигалиха      | деревня                 | ↗211      | Подвигалихинское сельское поселение |
| 63 | Полома           | деревня                 | ↗8        | Леонтьевское сельское поселение     |
| 64 | Попово           | деревня                 | ↗87       | Подвигалихинское сельское поселение |
| 65 | Поцепкино        | деревня                 | ↗53       | Подвигалихинское сельское поселение |
| 66 | Рогово           | деревня                 | ↗195      | Октябрьское сельское поселение      |
| 67 | Самылово         | деревня                 | ↗115      | Самыловское сельское поселение      |
| 68 | Селище           | деревня                 | →0        | Подвигалихинское сельское поселение |
| 69 | Слеповское       | деревня                 | →0        | Подвигалихинское сельское поселение |
| 70 | Ступино          | деревня                 | ↗1        | Леонтьевское сельское поселение     |
| 71 | Суборь           | деревня                 | ↘0        | Октябрьское сельское поселение      |
| 72 | Туйково          | деревня                 | ↗5        | Леонтьевское сельское поселение     |
| 73 | Угоры            | деревня                 | ↘184      | Леонтьевское сельское поселение     |
| 74 | Уколово          | деревня                 | ↘1        | Самыловское сельское поселение      |
| 75 | Унжа-53          | железнодорожный разъезд | ↘22       | Знаменское сельское поселение       |
| 76 | Усолье           | деревня                 | ↘63       | Леонтьевское сельское поселение     |
| 77 | Фалино           | деревня                 | ↗41       | Знаменское сельское поселение       |
| 78 | Фатьяново        | деревня                 | ↘58       | Самыловское сельское поселение      |
| 79 | Фролово          | деревня                 | ↗6        | Подвигалихинское сельское поселение |
| 80 | Хлябишино        | деревня                 | ↗51       | Леонтьевское сельское поселение     |
| 81 | Хмелевица        | деревня                 | →0        | Знаменское сельское поселение       |
| 82 | Шафраново        | деревня                 | →0        | Подвигалихинское сельское поселение |
| 83 | Шилово           | деревня                 | ↘2        | Леонтьевское сельское поселение     |
| 84 | Шулёво           | деревня                 | ↘10       | Леонтьевское сельское поселение     |
| 85 | Якутино          | деревня                 | ↗5        | Октябрьское сельское поселение      |

### Упразднённые населённые пункты
- 2003 год — поселок Поломка Октябрьского сельсовета[26]
- 2024 год — хутор Красный, деревни Пахтусово, Тысячино[27], Антонково, Дюльгино, Копанец, Мослово (Знаменское сельское поселение), Хмелёвка, Большая Поповица, Котельное, Ломовые, Шашки, Глинново, Починок и железнодорожный разъезд Петрушино[28].

## Местное самоуправление
Громов Александр Николаевич — глава Мантуровского муниципального района (2005—2010 гг.)
Хрусталев Сергей Иванович — председатель Собрания депутатов Мантуровского муниципального района третьего созыва (2005—2010 гг.)

## Экономика
- Промышленность:
  - Деревообрабатывающая — ОАО «Фанерный комбинат» (клееная фанера, мебель мягкая);
  - Фармацевтическая завод медицинских препаратов «Ингакамф».

## Транспорт
Через район проходят железная дорога на Москву, Кострому, Санкт-Петербург, Киров, Пермь и автомобильные дороги.